# Rally-X
Rally-X é um jogo de corrida e labirinto lançado para arcade em 1980 pela fabricante japonesa de jogos eletrônicos Namco.

## Jogabilidade
O objetivo do jogador é pilotar seu carro e recolher todas as bandeiras espalhadas pelas ruas da cidade (labirinto) sem ser atingido por obstáculos, bem como pelos carros vermelhos que também circulam no local. Para ajudar na missão, o carro pode lançar uma cortina de fumaça que confunde os carros vermelhos, facilitando a fuga em situações difíceis. O recurso faz com que seja gasto combustível, portanto, deve ser usado com cautela. Há também um radar em tela, mostrando a localização das bandeiras e a posição dos carros vermelhos. Após recolher todas as bandeiras, o jogador passa de fase. A cada duas fases, o jogador participa de um estágio bônus.

## Outras versões
Na época de seu lançamento, Rally-X teve versões oficiais apenas para MSX e VIC-20. Posteriormente, foi lançado em coletâneas como Namco Museum e Namco Classics Collection para sistemas como Playstation e XBox, a partir dos anos 90.

## Clones
Diferente da maioria dos títulos arcade da época, Rally-X nunca teve uma versão oficial para NES. Porém, foram desenvolvidas versões não-oficiais do jogo como Jovial Race e Mí Hún Chē para o sistema.

## Continuação
Em 1981 foi lançada a sequência de Rally X: New Rally-X.